# Années 930
Les années 930 couvrent la période de 930 à 939.

## Événements
- 929 : création du califat de Cordoue. Abd al-Rahman III s’affranchit de l’autorité politique et religieuse de Bagdad en s’attribuant les titres de calife (929). Il transforme et embellit Cordoue et fixe sa résidence à Madinat al-Zahra, ville créée pour sa favorite Zahra à huit kilomètres de Cordoue. Abd al-Rahman III entretient de bons rapports avec les Juifs et les chrétiens. Il a pour conseiller et ami Recemundo, évêque de Cordoue, « Rabbi ben Zaïd ». Le calife prend à cœur de convoquer lui-même les conciles. Son médecin est le Juif séfarade Hasdaï ben Shatprut. Celui-ci est nommé responsable des douanes et du commerce extérieur. Il se révèle un administrateur compétent, ainsi le calife le consulte à propos des affaires de l’État. Il persuade Abd al-Rahman III de combattre les pirates de la Méditerranée aux côtés des Byzantins et aurait écrit une lettre au roi des Khazars de Crimée, converti au judaïsme[1].
- 930 : création de l'Althing en Islande[2] ; État libre islandais.

- 932 : chute de Marozie Ire et dictature de son fils Albéric II de Spolète à Rome. Poursuite de la période dite de Pornocratie pontificale sous les papes Jean XI (931-936) et Léon VII (936-939)[3].
- 933 : reprise des raids des Hongrois en Europe occidentale après une trêve de six ans (927-933). Battus à Riade par Henri Ier l’Oiseleur en 933, ils avancent jusqu'à Metz et menacent Constantinople en 934, pillent la Bourgogne,  l'Aquitaine et l'Italie en 935, ravagent la Franconie, la Souabe, la Lorraine, la Champagne, l'Aquitaine puis rentrent par la Bourgogne et l'Italie en 937. Ils sont de nouveau battus en Saxe en 938, puis près de Rome en 940[4].
- 933-953 : le développement de l'hérésie chrétienne Bogomile, mélange de manichéisme et de paulicianisme, est signalé par le patriarche de Constantinople Théophylacte Lécapène au tsar Pierre Ier de Bulgarie[5].
- 934-935 : assauts des Fatimides d'Ifriqiya contre Gênes[6].
- 934-944 : crise du califat abbasside[7]. Les gouverneurs locaux fondent des dynasties indépendantes (Ziyarides et Bouyides en Iran, Samanides en Transoxiane  et au Khorassan, Ikhchidides en Égypte et en Syrie[8]. L’arrière-pays de Bagdad (Sawad) voit son agriculture décliner par suite des difficultés d’entretien des canaux, lors des troubles qui précèdent la prise de pouvoir par les Bouyides en Irak (935-945).
- Vers 934-940 : éruption volcanique du Eldgjá, en Islande, réputée la plus grande coulée de basalte des temps historiques[9].
- 939 : indépendance du Viêt Nam à la bataille du Bạch Đằng[10].
- 939 : fin de l'occupation de la Bretagne par les Vikings de la Loire[11].

## Personnages significatifs
- Alain II de Bretagne
- Al-Qahir
- Ar-Radi (Abbasside)
- Boleslav Ier de Bohême
- Edmond Ier d'Angleterre
- Guillaume Ier de Normandie
- Håkon Ier de Norvège
- Hugues d'Arles
- Hugues le Grand (Robertien)
- Hugues le Noir
- Juhel Bérenger de Rennes
- Odon de Cluny
- Othon Ier du Saint-Empire
- Raoul de France
- Romain Ier (empereur byzantin)